# 크리스천 과학기술인 포럼
크리스천과학기술포럼(Christian Forum in Science and Engineering, CFSE)은 기독과학기술자들이 사회에 모범이 되는 실천적 모범의 삶을 살고자 2005년 설립된 모임이다. 사무실은 대전광역시 유성구 도룡동 397-28 4층에 있다.
이 모임이 목적하는 바는 신앙인으로서 양심적으로 살며, 자신들이 갖고 있는 과학기술 전문성을 바로 세워 사회에 올바른 목소리를 내며, 미래 사회를 이끌 균형 잡힌 지도자를 양성하는 것이다.
“크리스천과학기술포럼”은 기독교 세계관 정립과 성경적 삶의 실천을 위한 운동을 펼치고 있다. 웹진과 출판을 통해 기독과학인의 다양한 삶의 모델 제시하고, 교육, 신학, 법률 등과 연대하여 직업을 통한 소명의식 제고하고, 기독 과학기술인의 문화마당을 형성하고 과학기술을 활용한 교회 및 선교를 지원한다, 두 번째로, 기독 과학기술 전문인의 정직한 대 사회적 비전을 제시한다. 과학기술을 주제로 한 토론 및 의견수렴, 성경적 관점의 조망하고, 대 사회적 통합된 언로의 역할 및 홍보, 과학기술 부작용에 대한 개선활동, 과학적 문제에 대해 교계와 협력한다. 마지막으로, 신앙 안에서 과학기술 전문성을 겸비한 다음세대 과학기술인 리더를 길러내고자 한다. 청년 과학기술인의 멘토 및 전인적 조력자 양육, 기독 청소년 이공계 진로 상담, 캠퍼스와 연계한 기독인공학인의 사회진출을 돕는다.
“크리스천과학기술포럼”은 인터넷 웹진을 통해 과학기술 현장소개, 청소년 멘토링 과학기술칼럼, 토론마당 및 의견수렴 등의 활동을, 오프라인을 통해 정기포럼, 캠퍼스 및 직장 연계 강연과 집회, 과학문화 활동, 적정기술 지원, 기술 활용 자원봉사, 국제 적정기술 워크숍 개최, 소외된 90%를 위한 공학설계 아카데미와 경진대회, 과학과 신앙 출판활동 등을 수행해 왔다. “크리스천과학기술포럼”의 적정기술 활동은 “나눔과기술” 설립의 모태가 되었다. 그 동안 수행해온 업무 중, 적정기술 교육과 개발 및 지원업무가 2009년 설립된 “나눔과기술”로 이관됨으로써 현재는 기독신앙중심의 과학기술네트워크 구축 및 대사회적인 업무에 집중하고 있다.
- 크리스천과학기술포럼 홈페이지